# Andriej Łutaj
Andriej Władimirowicz Łutaj, ros. Андрей Владимирович Лутай (ur. 24 lipca 1986 w Biełgorodzie) – rosyjski łyżwiarz figurowy, startujący w konkurencji solistów. Uczestnik mistrzostw świata i Europy, medalista zawodów międzynarodowych oraz mistrzostw Rosji.

## Osiągnięcia
| Zawody                                | 02–03          | 03–04          | 04–05          | 05–06          | 06–07          | 07–08          | 08–09          | 09–10          |                |                |                |                |                |                |                |                |                |
| Międzynarodowe                        | Międzynarodowe | Międzynarodowe | Międzynarodowe | Międzynarodowe | Międzynarodowe | Międzynarodowe | Międzynarodowe | Międzynarodowe | Międzynarodowe | Międzynarodowe | Międzynarodowe | Międzynarodowe | Międzynarodowe | Międzynarodowe | Międzynarodowe | Międzynarodowe | Międzynarodowe |
| ------------------------------------- | -------------- | -------------- | -------------- | -------------- | -------------- | -------------- | -------------- | -------------- | -------------- | -------------- | -------------- | -------------- | -------------- | -------------- | -------------- | -------------- | -------------- |
| Mistrzostwa świata                    |                |                |                |                | 20             |                | 10             |                |                |                |                |                |                |                |                |                |                |
| Mistrzostwa Europy                    |                |                |                |                | 5              | 8              | 7              |                |                |                |                |                |                |                |                |                |                |
| GP NHK Trophy                         |                |                |                |                |                |                | 9              |                |                |                |                |                |                |                |                |                |                |
| GP Cup of Russia                      |                |                |                |                |                | 9              |                |                |                |                |                |                |                |                |                |                |                |
| GP Skate America                      |                |                |                |                |                | 7              |                | 10             |                |                |                |                |                |                |                |                |                |
| GP Trophée Eric Bompard               |                |                |                |                |                |                | 11             |                |                |                |                |                |                |                |                |                |                |
| Finlandia Trophy                      |                |                | 10             |                | 4              |                | 8              |                |                |                |                |                |                |                |                |                |                |
| International Cup of Nice             |                |                |                |                | 1              |                |                |                |                |                |                |                |                |                |                |                |                |
| Memoriał Karla Schäfera               |                |                |                |                | 1              |                |                |                |                |                |                |                |                |                |                |                |                |
| Zimowa Uniwersjada                    |                |                | 5              |                |                |                |                |                |                |                |                |                |                |                |                |                |                |
| Międzynarodowe: Kategorie młodzieżowe |                |                |                |                |                |                |                |                |                |                |                |                |                |                |                |                |                |
| JGP we Francji                        |                |                | 2              |                |                |                |                |                |                |                |                |                |                |                |                |                |                |
| JGP w Niemczech                       | 5              |                |                |                |                |                |                |                |                |                |                |                |                |                |                |                |                |
| JGP na Słowacji                       |                | 7              |                |                |                |                |                |                |                |                |                |                |                |                |                |                |                |
| JGP na Ukrainie                       |                |                | 4              |                |                |                |                |                |                |                |                |                |                |                |                |                |                |
| JGP we Włoszech                       | 4              |                |                |                |                |                |                |                |                |                |                |                |                |                |                |                |                |
| Krajowe                               |                |                |                |                |                |                |                |                |                |                |                |                |                |                |                |                |                |
| Mistrzostwa Rosji                     | 8              | 4              | 7              | 7              | 2              | 2              | 3              |                |                |                |                |                |                |                |                |                |                |
| Mistrzostwa Rosji juniorów            | 3              |                |                | 4              |                |                |                |                |                |                |                |                |                |                |                |                |                |